# Demokrit

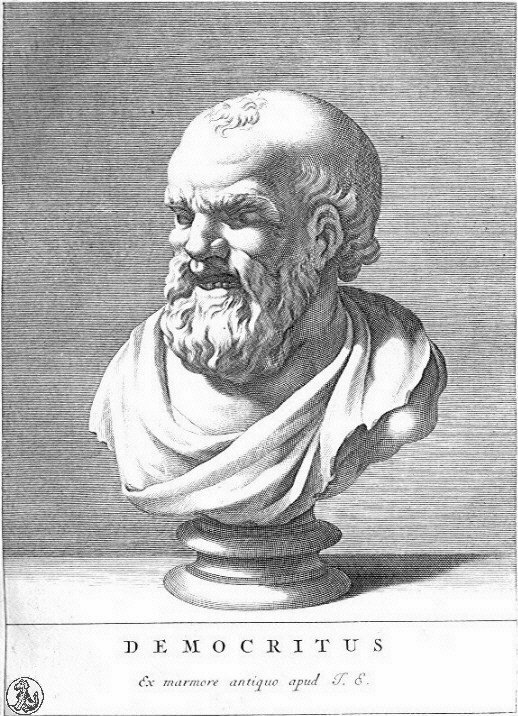
Demokrit, Kupferstich nach antiker Büste, 18. Jahrhundert

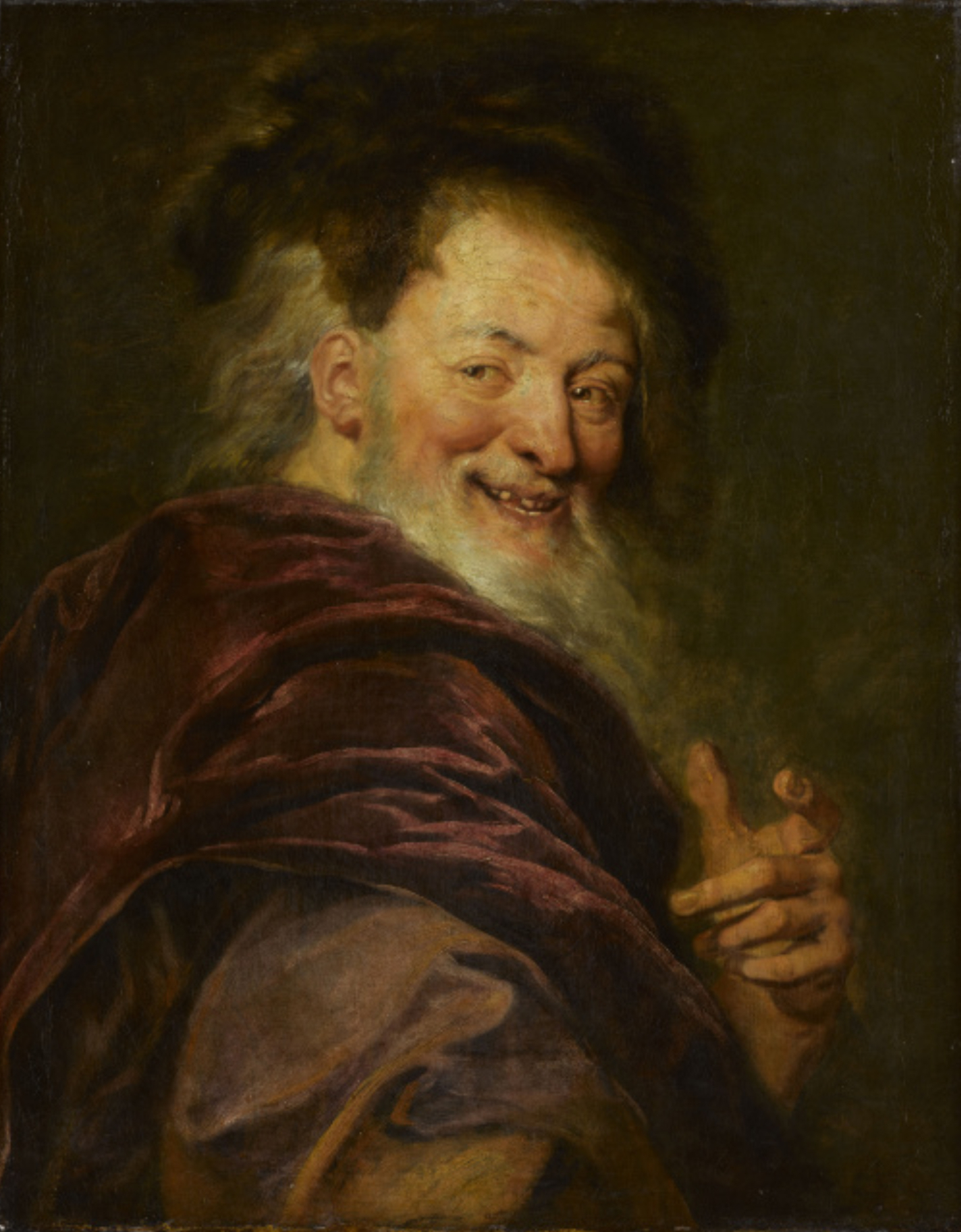
Demokrit, Gemälde von Antoine Coypel (1692), Louvre

Demokrit (altgriechisch Δημόκριτος Dēmókritos, genannt auch Demokrit von Abdera; * 460 oder 459 v. Chr. in Abdera in Thrakien; † um 370 v. Chr.) war ein frühgriechischer Philosoph, der, obwohl ein jüngerer Zeitgenosse des Sokrates, den Vorsokratikern zugeordnet wird, weil er noch nicht von diesem beeinflusst ist. Als Schüler des Leukipp wirkte und lehrte er in seiner Heimatstadt Abdera. Er selbst beeinflusste den hellenistischen Philosophen Epikur.
Demokrit wurde in seinen philosophischen und wissenschaftlichen Arbeiten entschieden geprägt durch seinen Aufenthalt in Babylonien, einer Wiege der Wissenschaften zu seiner Zeit. Demokrit war Materialist und Hauptvertreter der antiken Atomistik. Er verfasste Schriften zur Mathematik, Astronomie, Physik, Medizin, Logik, Ethik und Seelenlehre.

## Leben
Demokrits Heimatstadt Abdera war eine ionische Kolonie in Thrakien. Er war der Sohn reicher Eltern; sein Vermögen verwendete er für ausgedehnte Reisen. Er rühmte sich, von allen Menschen seiner Zeit die meisten Länder bereist zu haben und zu den gebildetsten Männern unter den Lebenden zu gehören.
Von den Schriften Demokrits sind nur Fragmente erhalten. Das erhaltene Verzeichnis seiner überaus zahlreichen Schriften zeigt jedoch, dass seine Kenntnisse sich über den ganzen Umfang des damaligen Wissens erstreckten. Auch über die Kriegskunst wusste er Bescheid. Darin scheint ihn unter den späteren Philosophen der Antike nur Aristoteles übertroffen zu haben.
Schon seine Zeitgenossen nannten Demokrit den „lachenden“ Philosophen, vielleicht weil seine Heimatstadt Abdera in Griechenland den Ruf einer Schildbürgerstadt hatte. Vor allem aber zielte er mit seiner Lehre darauf ab, dass die Seele durch die Betrachtung des Wesens der Dinge eine heitere, gelassene Stimmung erlange und nicht länger von Furcht oder Hoffnung umgetrieben werde. Diese gleichmütige Gestimmtheit nannte er Euthymia (wörtlich: Wohlgemutheit) und bezeichnete sie als höchstes Gut.
Demokrit und Leukipp hatten großen Einfluss auf Platon – obwohl dieser ihn nie namentlich erwähnte – sowie auf Aristoteles, der ihre Lehren ausführlich untersuchte und teilweise sehr kritisch beurteilte: „Die Frage nach der Bewegung aber, woher und wo sie an die Dinge kommt, haben auch sie, ganz ähnlich wie die anderen, ohne sich über sie den Kopf zu zerbrechen, beiseite liegen lassen.“
Demokrit starb vermutlich um 370 v. Chr.

## Atomistischer Materialismus
Wie sein Lehrer Leukipp – und in Abweichung von dessen Lehrer Parmenides – postulierte er in seiner Atomtheorie, dass die gesamte Natur aus kleinsten unsichtbaren, unteilbaren Einheiten (Elementarteilchen), den Atomen, zusammengesetzt sei. Demokrits zentrale Aussage dazu lautet (gemäß einem Dokument von Galenos aus dem 2. Jahrhundert):

„Nur scheinbar hat ein Ding eine Farbe, nur scheinbar ist es süß oder bitter, in Wirklichkeit gibt es nur Atome im leeren Raum.“

Jedes dieser Atome sollte fest und massiv, aber nicht gleich sein. Es gebe unendlich viele Atome: runde, glatte, unregelmäßige und krumme. Wenn diese einander näherten, zusammenfielen oder miteinander verflöchten, erschienen die einen als Wasser, andere als Feuer, als Pflanze oder als Mensch.
Seiner Meinung nach lassen sich auch Sinneswahrnehmung und Seelenexistenz auf atomistische Prinzipien zurückführen, indem die Seele aus Seelenatomen bestehe. Stirbt ein Mensch, streuen diese Seelenatome aus und können sich einer neuen Seele anschließen, die sich gerade bildet. Alles, was sich im Weltall bewege, gründe entweder auf Zufall oder auf Notwendigkeit. Diese Lehre ist ein konsequenter und atomistischer Materialismus. Die wesentlichen Grundzüge finden sich bei den materialistisch gesinnten Naturforschern späterer Perioden beinahe unverändert wieder.

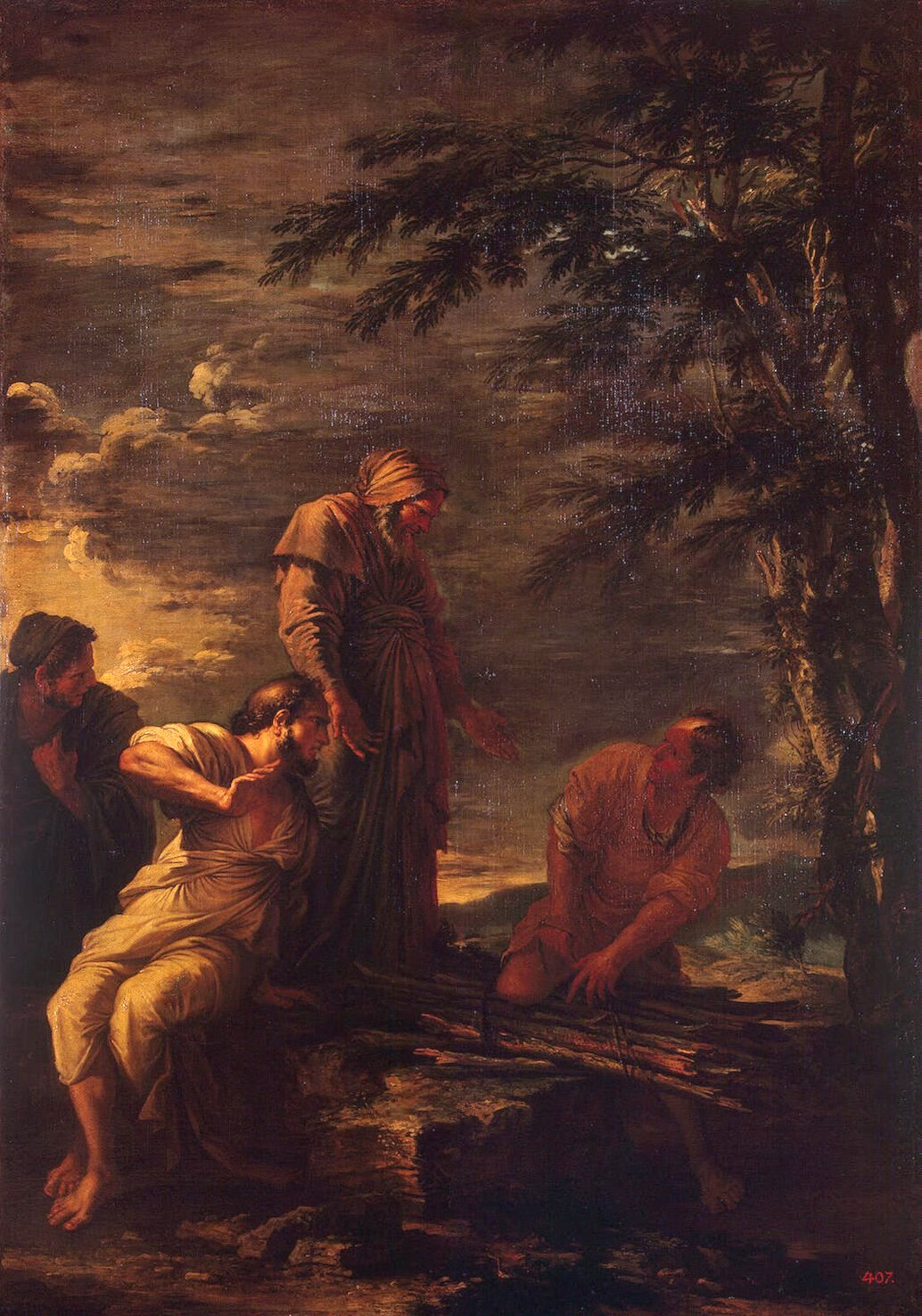
Demokrit und Protagoras, Salvator Rosa (1615–1673)

Demokrit verwirft die Annahme eines vom körperlichen Stoffe verschiedenen geistigen Prinzips, wie es der Nous seines Vorgängers Anaxagoras war. Dieses Prinzip sollte die Dinge ihrem Endzweck gemäß gestalten. Dagegen führte Demokrit das Werden der Dinge auf die unteilbaren Elemente der Materie, die körperlichen Atome zurück. Diese besitzen von Anbeginn an eine ihnen innewohnende Bewegung im Leeren. Das heißt, er führt eine Änderung auf deren mechanisch wirkende Ursachen zurück.
Die Atome sind nicht der Beschaffenheit nach (wie bei Anaxagoras) voneinander zu unterscheiden, sondern nur der Gestalt nach. Demokrit nahm an, dass jedes Atom die Form eines regelmäßigen geometrischen Körpers hat, wie Kugel, Zylinder, Pyramide, Würfel. Folgerichtig können auch die aus Atomen zusammengesetzten Körper nicht qualitativ, sondern nur quantitativ unterschieden werden, also der Gestalt, der Ordnung und Lage ihrer Elemente nach. Die Größe der Körper entspricht in ihrer Menge und ihrer Schwere dem Vielfachen der Menge und Schwere der Atome. Aus den Verschiedenheiten lässt sich alle Mannigfaltigkeit der Erscheinungswelt erklären.
Weder bei den Atomen noch bei deren Eigenschaften, ebenso wenig wie bei deren Bewegung, darf man nach einer Ursache fragen. Sie sind sämtlich ewig. Doch liegt es in der Natur der Schwere, dass die größeren (also auch schwereren) Atome eine raschere Bewegung – und zwar nach unten – annahmen. Dadurch werden die kleineren (und folglich leichteren) verdrängt und nach oben getrieben. Durch die zusammenstoßenden Atome entstehen Seitenbewegungen und dadurch wiederum ein sich allmählich immer weiter ausbreitender Wirbel, der die Weltbildung herbeiführte.
Wie sich beim Worfeln des Getreides von selbst Spreu zur Spreu und Korn zum Korn findet, so musste durch die wirbelnde Bewegung durch Naturnotwendigkeit das Leichtere zum Leichten, das Schwerere zum Schweren gelangen und durch dauernde Verflechtung der Atome der Grund zur Bildung größerer Atomenaggregate (Körper) und ganzer Körperwelten gelegt werden. Einer der auf diesem Wege gewordenen Körper ist die ursprünglich wie alles übrige in Bewegung befindlich gewesene, allmählich zur Ruhe gelangte Erde, aus deren feuchtem Zustand die organischen Wesen hervorgegangen sind.
Auch die Seele ist ein Atomenaggregat, ein Körper, aber ein solcher, dessen Bestandteile die vollkommensten, das heißt feinsten, glattesten und kugelförmigsten Atome sind, welche der Erscheinung des Feurigen entsprechen. Teile derselben werden, solange das Leben währt, durch Ausatmen an die Luft abgegeben und durch das Einatmen derselben als Ersatz wieder aufgenommen. Ebenso lösen sich von den uns umgebenden Dingen unaufhörlich feine Ausflüsse, die durch die Öffnungen unseres Leibes (die Sinnesorgane) an die in seinem Innern befindliche Seele gelangen und dort durch Eindruck ihnen ähnliche Bilder erzeugen, welches die Sinneswahrnehmungen sind. Letztere bilden die einzige, aber, da jene Ausflüsse auf dem Weg zur Seele mehr oder weniger störende Umbildungen erfahren können, nicht absolut zuverlässige und objektive Quelle unserer Erkenntnis, die sich daher nicht über die Stufe der Wahrscheinlichkeit erhebt.
Zu der Seele, die von Natur aus die Erkenntnis möglich macht, verhält sich der übrige Mensch (sein Leib) nur wie ein „Zelt“; wer die Gaben der ersteren liebt, liebt das Göttliche, wer die des Leibes liebt, das Menschliche. Erkenntnis aber gewährt Einsicht in das Ansich der Dinge, d. h. die Atome und das Leere, und in die gesetzliche Notwendigkeit des Verlaufs der Dinge, die weder einer Leitung durch außenstehende Mächte bedürftig noch einer Störung durch solche zugänglich ist. Während alle Unterschiede für uns nur Einsicht in die sinnlichen Erscheinungen sind, befreit die Erkenntnis von törichter Furcht wie von eitler Hoffnung und bewirkt jene Gelassenheit (Ataraxie), die das höchste Gut und zugleich die wahre Glückseligkeit ist.
Demokrit soll bei dieser Weltbetrachtung das 100. Lebensjahr erreicht haben; inwiefern sie ausschließlich sein eigenes Werk ist oder von seinem, gewöhnlich mit ihm zugleich genannten, aber noch weniger bekannten Landsmann Leukippos entnommen war, lässt sich aus Mangel genauer Nachrichten nicht mehr entscheiden.

## Biologie und Medizin

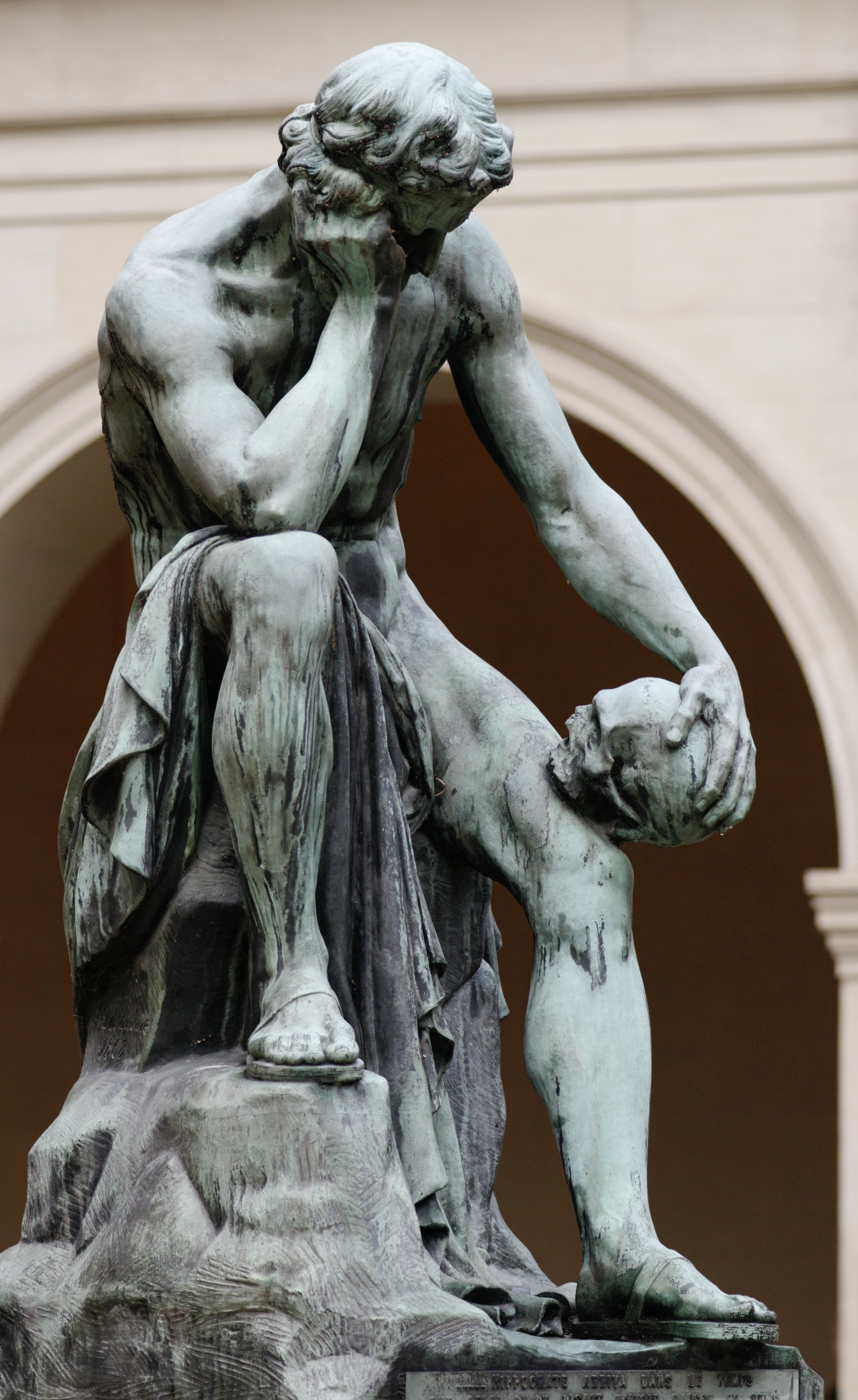
Demokrit meditiert über den Sitz der Seele von Léon-Alexandre Delhomme im Garten des Musée des beaux-arts in Lyon. Inschrift auf der Tafel: „Hippokrates kam in der Zeit / Dass der, von dem man sagte, er habe weder Vernunft noch Sinn / Im Menschen und im Tier nachforschte / Welchen Sitz die Vernunft hat, entweder das Herz oder den Kopf.“ La Fontaine

Wie Forschungen zeigen, hat sich Demokrit, ein Zeitgenosse des Naturphilosophen Anaxagoras und des (gemäß Corpus Hippocraticum mit Demokrit zumindest in brieflichem Kontakt gestandenen) Arztes Hippokrates, auch ausführlich mit medizinischen und biologischen Fragen beschäftigt. Aristoteles würdigte Demokrit als einen Pionier der biologischen Forschung.  So hat Demokrit eine Reihe von biologischen Schriften verfasst, von denen aber keine vollständig erhalten ist. Ausgehend von seiner Atomtheorie, in der die Atome in den variablen Systemen des Mikro- und Makrokosmos den Prinzipien der Eukrasie (ausgeglichene Mischung) und Dyskrasie (unausgeglichene Mischung) unterworfen sind, gilt für den Arzt, eine im Krankheitsfall gestörte Ordnung der Atome des Patienten diätetisch, medikamentös oder psychotherapeutisch wiederherzustellen. Diogenes Laertius 9,46-49 überliefert insgesamt 70 Titel des Demokrit. Darunter sind fünf medizinische Schriften:
Fünf medizinische Titel sind (unter der Rubrik „technische Schriften“) verzeichnet:
- Über die Prognose,
- Von der Lebensweise oder der Diätik,
- Ärztliche Verordnungen,
- Ursachen hinsichtlich des [zeitlich] Treffenden und Unzeitgemäßen.
- Über Fieber und Hustenkrankheiten (Von dieser Schrift sei, so Diogenes, bei andern Autoren die Rede).

Diogenes Laertius überliefert ebenfalls die Titel von Demokrits biologischen Werken:
- Über die Säfte,
- Über die Sinne (Hierzu bemerkt Diogenes, diese Schrift werde von einigen (zusammen mit einer Schrift Über die Vernunft) als Peri Psyches (Über die Seele) bezeichnet),
- Ursachen von Samen, Pflanzen und Früchten,
- Ursachen der Tiere [drei Bücher].

Soweit die (v. a. bei Aristoteles überlieferten) erhaltenen Fragmente dies erkennen lassen, hat Demokrit Erklärungen sowohl zu botanischen als auch zu zoologischen Sachverhalten gegeben. Auf dem Feld der Botanik hat Demokrit das unterschiedliche Wachstumstempo von Bäumen auf den Unterschied der Dichte des Gewebes zurückgeführt. Die Frage, warum die Bäume so besonders lange leben, hat Demokrit ebenfalls erörtert. Im Bereich der Zoologie hat er sich beispielsweise über die Embryonalgenese, die Atmung der Tiere, Zahnwachstum, den Bau der Spinnennetze, die Fruchtbarkeit von Hunden, Schweinen bzw. die Unfruchtbarkeit von Mulis und Halbeseln geäußert und versucht das Wachstum der Hörner von Geweihtieren zu erklären. Stets hob er dabei das Prinzip der Artenkonstanz („Gleiches zu Gleichem“) hervor. Wie in der Zoologie führte Demokrit auch in der Botanik Lebensprozesse exklusiv auf ein rein materielles Wirken zurück: Demokrit begreift das Leben selbst als Ansammlung besonderer Seelenatome und erklärt diesen „Atomkomplex“ durch das allgemeine Prinzip eines atomaren „Wirbels“.
Wie Alkmaion, Parmenides, Empedokles und hippokratische Ärzte, nahm er im Gegensatz zu Aristoteles an, dass bei der Zeugung beide Geschlechtspartner „Samen“anteile beisteuern.

## Astronomie
Demokrit soll zusammen mit Anaxagoras die Ansicht vertreten haben, dass die Milchstraße eine Anhäufung von Sternen sei. Das wurde erst nach Erfindung des Fernrohrs durch Galileo Galilei bestätigt.
Demokrit nahm an, dass die Erde eine ovale Form habe (halb so breit wie lang) und keine Scheibe sei, wie Leukipp meinte. Außerdem erkannte er, dass der Mond Berge und Täler hat und von der Sonne sein Licht erhält. Er hielt das Weltall für unendlich.

## Nachleben

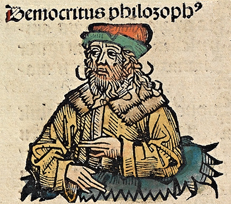
Darstellung Demokrits in der Nürnberger Chronik Hartmann Schedels von 1493, fol. 70v

Es gibt eine fälschlich Demokrit zugeschriebene alchemistische Literatur (Pseudo-Demokrit). Als wirklicher Verfasser wird Bolos von Mendes in Betracht gezogen. Die wichtigste pseudo-demokritische Schrift ist Physika kai mystika.
Christoph Martin Wieland machte Demokrit zum Helden seines ironischen Romans Geschichte der Abderiten, in dem er die Torheiten seiner Zeitgenossen verspottet. Ebenso bediente sich Karl Julius Weber seines Vorbilds als Pseudonym in Democritos oder hinterlassene Papiere eines lachenden Philosophen – einer ab 1832 erscheinenden Enzyklopädie des Lächerlichen.
In der Bildenden Kunst der Neuzeit wurde Demokrit insbesondere als lachender Philosoph dargestellt, oft auch im Kontrast zu einem weinenden Philosophen, beispielsweise als Pendants: Der lachende Demokrit – Der weinende Heraklit.
Nach Demokrit sind der Mondkrater Democritus, der Asteroid (6129) Demokritos und die 1973 gegründete Demokrit-Universität in Westthrakien (Griechenland) benannt.

## Textausgaben und Übersetzungen
- Laura Gemelli Marciano (Hrsg.): Die Vorsokratiker. Band 3, Artemis & Winkler, Mannheim 2010, ISBN 978-3-538-03502-7, S. 300–583 (griechische Quellentexte mit deutscher Übersetzung, Erläuterungen sowie Einführung zu Leben und Werk).
- Fritz Jürß, Reimar Müller, Ernst Günther Schmidt (Hrsg.): Griechische Atomisten. Texte und Kommentare zum materialistischen Denken der Antike. Reclam, Leipzig 1973.
- Geoffrey S. Kirk, John E. Raven, Malcolm Schofield (Hrsg.): Die vorsokratischen Philosophen. Einführung, Texte und Kommentare. Metzler, Stuttgart 2001, ISBN 3-476-01834-2, S. 439–472 (ausgewählte Fragmente und Testimonien mit deutscher Übersetzung und Kommentar).
- Rudolf Löbl (Hrsg.): Demokrit. Texte zu seiner Philosophie. Rodopi, Amsterdam 1989, ISBN 90-6203-919-7 (Quellentexte mit Übersetzung und Kommentar).